# Bernard Hbitý
Bernard Hbitý (mezi 1253 a 1257 – 25. dubna 1286) byl v letech 1281 až 1286 lemberský kníže.

## Život

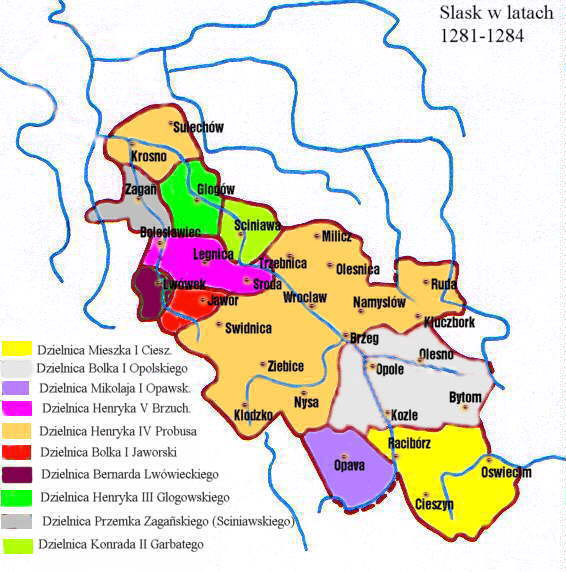
Lemberské knížectví za vlády Bernarda (tmavě fialová)

Bernard byl nejmladším synem Boleslava II. Lysého a Hedviky Anhaltské. Není známo, kdy se Bernard narodil, muselo to však být před rokem 1258, jelikož byl, z vůle svého otce, o sedm let později poslán do Vratislavi k tamějšímu biskupovi Tomášovi. V dalších letech aktivně podporoval politiku svého otce i bratrů Jindřicha V. Tlustého a Boleslava I. Surového. Roku 1277 se účastnil po jejich boku bitvy pod Stolcem.
Samostatně začal vládnout až tři roky po otcově smrti, tedy v roce 1281. Tehdy mu jeho bratr Boleslav, se kterým vládl Javorskému knížectví, vydělil Lemberské knížectví. O Bernardově panování se nedochovalo mnoho zpráv. Byl pravděpodobně propagátorem rytířských turnajů, o čemž svědčí jeho pečeť nebo jeho přídomek Hbitý. Bernard byl štědrým donátorem johanitů, kterým daroval mimo jiné ves Cieplice. Bernard zemřel 25. dubna 1286, bez potomků a svobodný. Byl pohřben v benediktinském klášteře v Lehnici. Lemberské knížectví se opětovně stalo součástí Javorska.